# Komitet Polityki Naukowej
Komitet Polityki Naukowej (KPN) – organ pomocniczy ministra nauki i szkolnictwa wyższego w zakresie polityki naukowej państwa. Został ustanowiony w 2010 r.; od 2018 r. działa w oparciu o ustawę z dnia 20 lipca 2018 r. – Prawo o szkolnictwie wyższym i nauce.

## Zadania komitetu
Do zadań komitetu należy udzielanie pomocy ministrowi nauki i szkolnictwa wyższego przy opracowywaniu:
- dokumentów dotyczących rozwoju nauki oraz polityki naukowej i innowacyjnej
- projektu budżetu państwa oraz planu finansowego określającego środki finansowe na naukę
- krajowych i zagranicznych priorytetów inwestycyjnych[3][4].

Komitet opiniuje ponadto:
- projekty aktów normatywnych dotyczących rozwoju nauki i innowacyjności
- plany działalności Narodowego Centrum Nauki i Narodowego Centrum Badań i Rozwoju oraz sporządzanie merytorycznych ocen sprawozdań z ich działalności[3].

## Zasady działania
W skład Komitetu Polityki Naukowej wchodzi 12 członków, powołanych przez ministra nauki i szkolnictwa wyższego. Kadencja komitetu pierwotnie trwał 2 lata, a od 2013 r. - 5 lat. Ta sama osoba może pełnić funkcję członka komitetu nie dłużej niż przez 2 kolejne kadencje. Pracami komitetu kieruje przewodniczący, wybierany przez komitet spośród jego członków.

## Składy komitetu w kolejnych kadencjach

### Kadencja 2011–2014
Minister Nauki i Szkolnictwa Wyższego Barbara Kudrycka powołała 3 stycznia 2011 następujących członków komitetu:
- prof. dr hab. Tomasz Domański(inne języki)
- prof. dr hab. Andrzej Falkowski(inne języki)
- prof. dr hab. Andrzej Gołaś
- prof. dr hab. Henryk Górecki
- prof. dr hab. Wiesław Kamiński
- prof. dr hab. Danuta Koradecka
- dr hab. Piotr Kowalczak
- prof. dr hab. Jacek Kuźnicki
- dr hab. Anna Olejniczuk-Merta
- dr hab. Jacek Sójka
- dr Edward Wąsiewicz
- dr Tomasz Zalasiński.

### Kadencja 2014–2016
Minister Nauki i Szkolnictwa Wyższego Lena Kolarska-Bobińska powołała 2 kwietnia 2014 następujących członków komitetu:
- dr hab. Dariusz Jemielniak – nauki społeczne
- dr hab. Tomasz Szlendak – nauki społeczne
- prof. Jarosław Górniak – nauki społeczne
- dr hab. Maciej Duszczyk – nauki o polityce
- prof. Maciej Konacki – astronomia
- prof. Jerzy Duszyński – biologia
- prof. Janusz Bujnicki – biologia
- Krzysztof Gulda – fizyka
- prof. Tomasz Guzik – nauki medyczne
- dr hab. Beata Czarnacka-Chrobot(inne języki) – ekonomia
- prof. Henryk Górecki – technologia chemiczna
- prof. Jolanta Jabłońska-Bonca  – prawo.

### Kadencja 2016–2018
Minister Nauki i Szkolnictwa Wyższego Jarosław Gowin powołał 1 czerwca 2016 roku następujących członków komitetu:
- Janusz Bujnicki
- Beata Czarnacka-Chrobot(inne języki)
- Janusz Gołaś(inne języki)
- Wiesława Grajkowska
- Piotr Gutowski
- Jolanta Jabłońska-Bonca
- Andrzej Jajszczyk
- Barbara Klajnert-Maculewicz
- Jacek Łęski
- Jerzy Szwed
- Grzegorz Wrochna
- Tomasz Żylicz(inne języki).

### Kadencja 2018–2020
Minister Nauki i Szkolnictwa Wyższego Jarosław Gowin powołał 1 czerwca 2018 następujących członków komitetu, na kadencję trwającą do 31 maja 2020:
- dr hab. Marcin Nowotny – przewodniczący
- dr hab. Stanisław Czekalski
- dr hab. Natalia Garner
- prof. dr hab. Janusz Gołaś(inne języki)
- prof. dr hab. Wiesława Grajkowska
- prof. dr hab. Andrzej Jajszczyk
- prof. dr hab. Barbara Klajnert-Maculewicz
- dr hab. inż. Krzysztof Leja
- prof. dr hab. Jacek Łęski(inne języki)
- prof. dr hab. Jerzy Marcinkowski
- prof. dr hab. Jerzy Szwed
- prof. dr hab. Tomasz Żylicz(inne języki).

### Kadencja 2020–2022
Minister Nauki i Szkolnictwa Wyższego Wojciech Murdzek powołał 25 maja 2020 następujących członków komitetu, na kadencję trwającą od 1 czerwca 2020 do 31 maja 2022:
- prof. dr hab. Anna Chełmońska-Soyta
- dr hab. inż. Piotr Chołda(inne języki)
- dr hab. Maciej Duszczyk
- prof. dr hab. Marek Figlerowicz
- dr Agata Karska(inne języki)
- prof. dr hab. Magdalena Król
- dr hab. Anna Machnikowska
- dr hab. Beata Mikołajczyk
- prof. dr hab. n. med. Marcin Moniuszko
- prof. dr hab. inż. Marek Pawełczyk
- prof. dr hab. Jacek Semaniak
- dr hab. Rafał Wiśniewski.

### Kadencja 2022–2024
Minister Nauki i Szkolnictwa Wyższego Przemysław Czarnek powołał następujących członków komitetu na kadencję 2022-2024. Zostali oni w komplecie odwołani przez ministra Dariusza Wieczorka z dniem 29 lutego 2024 r..
- prof. dr hab. Arkadiusz Adamczyk – Uniwersytet Jana Kochanowskiego w Kielcach
- prof. dr hab. n. med. Elżbieta Starosławska – Centrum Onkologii Ziemi Lubelskiej
- prof. dr hab. inż. Dariusz Łydżba – Politechnika Wrocławska
- prof. dr hab. Dariusz J. Gwiazdowicz – Uniwersytet Przyrodniczy w Poznaniu
- prof. dr hab. Piotr Jaroszyński – Akademia Kultury Społecznej i Medialnej w Toruniu
- dr hab. Filip Szymański, prof. UKSW – Uniwersytet Kardynała Stefana Wyszyńskiego w Warszawie
- dr hab. Małgorzata Podolak, prof. UMCS – Uniwersytet  Marii Curie Skłodowskiej w Lublinie
- dr hab. Bartłomiej Biskup – Uniwersytet Warszawski
- dr Tomasz Wicha – Uniwersytet Marii Curie Skłodowskiej w Lublinie
- dr Marcin Zarzecki – Uniwersytet Kardynała Stefana Wyszyńskiego w Warszawie
- dr Ilona Grądzka – Katolicki Uniwersytet Lubelski
- dr Krzysztof Duda – Instytut Zootechniki PIB w Balicach.

### Kadencja 2024–2027
Po odwołaniu z dniem 29 lutego 2024 r. dotychczasowego składu Komitetu, 28 maja 2024 r. Minister Nauki Dariusz Wieczorek powołał jego nowy skład w kadencji 2022 r. – 2027 r.:
- dr hab. Piotr Bajor z Instytutu Nauk Politycznych i Stosunków Międzynarodowych Uniwersytetu Jagiellońskiego
- prof. dr hab. n. med. Jakub Fichna z Zakładu Biochemii na Wydziale Lekarskim Uniwersytetu Medycznego w Łodzi
- prof. dr hab. Ewa Gruza z Wydziału Prawa i Administracji Uniwersytetu Warszawskiego
- prof. dr hab. Wojciech Jakubowski z Wydziału Nauk Politycznych i Studiów Międzynarodowych Uniwersytetu Warszawskiego
- dr Andrzej Kiebała z Wyższej Szkoły Informatyki i Zarządzania w Rzeszowie
- prof. dr hab. Małgorzata Kossowska z Instytutu Psychologii Uniwersytetu Jagiellońskiego
- prof. dr hab. inż. Agnieszka Sobczak-Kupiec z Wydziału Inżynierii Materiałowej i Fizyki Politechniki Krakowskiej im. Tadeusza Kościuszki
- prof. dr hab. Tomasz Szapiro ze Szkoły Głównej Handlowej
- dr Magda Szcześniak z Instytutu Kultury Polskiej Uniwersytetu Warszawskiego
- prof. dr hab. inż. Wojciech Wolański z Wydziału Inżynierii Biomedycznej Politechniki Śląskiej
- dr hab. Joanna Wolszczak-Derlacz z Wydziału Zarządzania i Ekonomii Politechniki Gdańskiej
- dr hab. inż. Jacek Wróbel z Zachodniopomorskiego Uniwersytetu Technologicznego w Szczecinie.